# زهور دكسن
زهور دكسن (1933 - 22 مارس 2021) هي شاعرة عراقية.

## سيرتها
ولدت زهور بنت عبد الحسين دكسن المالكي عام 1933 ميلاديًا الموافق 1352 هجريًا في أبي الخصيب بالبصرة في العراق، وأكملت فيها دراستها الابتدائية والمتوسطة وتخرجت من دار المعلمات في البصرة. عملت في مهنة التعليم، فكانت معلمةً ثم مديرًا، وبعدها عملت في الاتحاد العام لنساء العراق وكانت أيضًا عضوًا في اتحاد الأدباء. انتقلت بعد ذلك إلى بغداد مع زوجها.
كانت زهُور قد نشرت قصائدها في الصحف المحلية، وأدرجت فيما بعد أعمالها في مختارات الشعر العربي الحديث، مثل:
- كتاب سلمى الخضراء الجيوسي الذي يحمل عنوان: Modern Arabic Poetry: An Anthology[5]
- كتاب نعومي شهاب ناي الذي يحمل عنوان: This Same Sky: A Collection of Poems from Around the World[6]

## وفاتها
تُوفيت في 22 مارس (آذار) 2021 ميلاديًا الموافق 10 شعبان 1442 هجريًا في بغداد عن عمرٍ ناهز 88 عامًا.

## أعمالها
من أبرز أعمالها:
- «خلف الذاكرة الثلجية» (1975)
- «وللمدن صحوة أخرى» (1976)
- «في كل شيء وطن» (1978)
- «مرت أمطار الشمس» (1988)
- «واحتي هالة القمر» (1989)
- «ليلة الغابة» (1990)
- «وفاق التضاد» (1999)